# 蕭敵魯
萧敌鲁（9世纪879年前?—918年），字敌辇，辽国外戚、宰相。契丹人。

## 家庭
五世祖是胡母里，遥辇氏时曾出使唐朝，唐留他在幽州。一天晚上，逃跑偷渡回国，于是世代为决狱官。其母为辽德祖妹妹，而淳钦皇后述律平是他同母异父的妹妹。弟弟萧阿古只。

## 个人经历
萧敌鲁性宽厚，膂力绝人，学习军旅事务。辽太祖潜于藩国时，日侍左右，凡征讨必参与指挥或亲自上阵。辽太祖即位，萧敌鲁与弟弟萧阿古只和耶律释鲁、耶律曷鲁主管宿卫。四年（910年）秋七月戊子朔，因是述律平兄长的缘故，萧敌鲁为任命为北府宰相，世袭其官。辽朝后族为相自此始。
太祖征奚及讨刘守光，萧敌鲁在海滨攻城略地，杀获甚众。不久，耶律剌葛等作乱，失利北逃。萧敌鲁率轻骑追赶他，昼夜不停。至榆河，击败他的党羽，抓获耶律刺葛以献辽太祖。太祖很高兴，赏赐非常多。后讨西南夷，功在诸将之上。神册三年（919年1月）十二月逝世。

## 评价
敌鲁有胆略，听说敌人所在地就飞驰而去，亲自冒着乱箭飞石，前后参加战争从未退缩，必胜利才罢休。因此列为太祖功臣，被比喻成手。

## 资料来源
- 《遼史》卷73 列传第3